# NGC 3036
NGC 3036 je otvoreni skup u zviježđu Kobilici.

## Vanjske poveznice
- SEDS: NGC 3036